# U-27号潜艇 (1936年)
U-27号（德語：U 27）是纳粹德国战争海军建造的十艘VII-A型近岸潜艇（或称U艇）的首艇。它由不来梅的威悉船厂承建，于1936年6月24日下水，至同年8月12日交付使用。第二次世界大战期间，该艇曾执行过一次巡逻作战，共击沉2艘英国拖网渔船，累积总吨位为624吨。1939年9月20日，U-27号在赫布里底群岛的北大西洋遭英国驱逐舰幸运号和森林人号投掷深水炸弹击沉，艇内38名官兵全数获救并被俘。

## 设计
VII级潜艇是基于德国早期的潜艇发展而来，其设计可追溯到第一次世界大战的UB-III型，特别是被取消的UG级方案，再结合造舰工程局为芬兰设计的水妖级加以改进。VII级是单壳体结构，压载水舱以马鞍形安装在艇体上半部的两边舷侧是其最大的特征。由于编入舰队后的使用成绩较好，一边不断进行改进一边持续批量生产，结果成为了纳粹德国潜艇舰队的主力。
U-27号是VII级的第一个衍生型号VII-A型之一。其全长64.51米、舷宽5.85米、高9.5米，并有4.37米的吃水深度，水上和水下排水量分别为626吨和745吨。VIIA型艇采用两台猛狮生产的M6V 40/46型六缸四冲程1,155匹公制馬力（850千瓦特）柴油机用于水面运行，以及两台布朗-博韦里提供的GG UB 720/8型375匹公制馬力（280千瓦特）双作用电动发电机用于水下航行；水面最高航速17節（31每小時），水下8節（15每小時）；能够在水面以10節（19每小時）航速续航6,200海里（11,500），或以4節（7.4每小時）连续在水下航行94海里（174）而无需充电。尽管起居舱室非常狭窄，但由于其快捷的紧急下潜速度，VIIA型艇普遍受到船员们的欢迎，并被视为比更大、更迟钝的艇型更能保护他们免受敌人的攻击。
武器装备方面，U-27号较前型II级潜艇的装备更重，有四具艇艏内置和一具艇艉外置鱼雷发射管，可携带11枚G7型鱼雷或最多22枚TMA型水雷（TMB型则为33枚）。此外，该艇还搭载有一门配备220发弹药的88毫米35式速射炮以及一门配备1,195发弹药20毫米30式高射炮作为甲板炮。其标准船员编制为4名军官及40－44名水兵。

## 历史
1935年4月1日，海军造舰局不惜违反《凡尔赛条约》，正式将六艘VII-A型潜艇（U-27至U-32号）的建造合同发包予不来梅的威悉船厂。其中U-27号于同年11月11日开始铺设龙骨，建造序列为908。经过大约九个月的建造，它于1936年6月24日下水，至8月12日在首度担任艇长的海军上尉汉斯·伊贝肯的指挥下交付使用，成为第二艘入列战争海军的VII-A型潜艇。完成海试后，该艇即被编入驻威廉港的“扎尔茨韦德尔”潜艇区舰队服役，直至最终沉没。
1937年4月，U-27号与U-25号在比斯开湾进行护航和潜水演习。此后一直对拉科鲁尼亚海域执行海上监视，直至1937年5月西班牙内战期间。1938年7月至8月，U-27号又在后任艇长、海军上尉约翰内斯·弗朗茨的指挥下完成了进一步的海上监视。通过西班牙内战期间的这两次巡逻，船员们获颁青铜级西班牙十字章。
第二次世界大战期间，U-27号仅执行过一次巡逻作战，共计击沉2艘英国拖网渔船，累积总吨位为624吨。这次巡逻是在弗朗茨上尉的指挥下进行的，于1939年8月23日驶离威廉港。在二十四天的时间里，该艇沿着德国、中立国比利时和荷兰的海岸航行，穿过英吉利海峡，进入爱尔兰海岸附近的大西洋。9月13日14:55，无护航且无武装的达瓦拉号（291总吨）在托里岛西北偏北约21海里（39）处停下后，被U-27号发现并以甲板炮击沉。其船长和11名船员五小时后由另一艘英国商船救起。三天后，即9月16日15:53，鲁德亚德·吉卜林号（333总吨）又在多尼戈尔以西约100海里（190）处遭U-27号装药凿沉。德国人将渔船的船员接上潜艇，给他们提供食物和保暖的衣物，并把他们的救生艇拖向陆地。八小时后，鲁德亚德·吉卜林号的船员获准重新进入救生艇，划行余下的5海里（9.3）到爱尔兰。
损失两艘拖网渔船后，英国皇家海军派出了由七艘驱逐舰组成的编队参与搜寻U艇的协同行动。2月20日午夜过后不久，正返航的U-27号在赫布里底群岛以西海域发现了编队，遂毫不犹豫地发射了三枚鱼雷。然而，其中两枚鱼雷在离开发射管后仅三十秒便过早引爆，第三枚则未击中目标。此举也暴露了潜艇的位置，英国驱逐舰幸运号遂以目视方式投掷了五枚深水炸弹，但全部都大幅偏离目标。随后，该舰发动第二轮攻击，再投掷了五枚30米和45米深度的深水炸弹，在潜艇附近爆炸，从而导致U-27号的螺旋桨轴弯曲，轴封发生危险泄漏。弗朗茨下令潜入120米的深度，并要求进行慢速巡航。英国驱逐舰群则加大了追捕力度：凌晨01:27，森林人号进行了声纳接触，并使用深度为30米和45米的深水炸弹发动攻击，但深度太浅，无法造成损害。森林人号也因漩涡而失联，弗朗茨一度以为自己可以脱困。然而，至02:12，他再次被发现，森林人号连续快速发动了两次精心策划的攻击，深水炸弹瞄准了30至75米的深度。其中一些炸弹在U-27号附近爆炸并引发了严重的进水，弗朗茨决定浮出水面并试图在黑暗中逃脱。02:41，幸运号首先观察到浮出水面的潜艇，它调整航向试图实施撞击并同时开火。在炮火下，弗朗茨、两名军官、大副和另外16名水兵跳海弃艇；他们后来被驱逐舰福克诺号抓获。当幸运号看到这些人跳艇、其他人挤在甲板上时，便转向避免了冲撞，使U-27号及其船员安然无恙。随着U-27号最终放弃了徒劳的逃跑尝试，幸运号派出一支小队登艇。然而，潜艇的总工程师已经开启了通海阀，艇只开始自沉。尽管幸运号的工程师得以走到甲板下，关闭了潜水舱和通海阀，并取走他能找到的所有文件，但为时已晚。U-27号已经充斥着电池气体，并且迅速便注满了水。03:50，潜艇艉部立起，垂直沉没，沉没地点大致位于58°35′N 09°02′W / 58.583°N 9.033°W、即编号为AM-2667号的海军网格处。幸运号则救出并俘虏了剩余的18名船员，没有造成任何人员伤亡。
U-27号是继1939年9月14日U-39号被击沉之后，第二艘在二战中沉没的德国U艇。时任艇长弗朗茨上尉在战俘营内甚至能够通过密码向U艇总司令部通报了其鱼雷故障的情况。

## 袭击历史摘要
| 日期          | 船名              | 船籍 | 吨位 | 结局 |
| ------------- | ----------------- | ---- | ---- | ---- |
| 1939年9月13日 | 达瓦拉号          | 英国 | 291  | 击沉 |
| 1939年9月16日 | 鲁德亚德·吉卜林号 | 英国 | 333  | 击沉 |